# Otakon
Otakon è un'annuale anime convention di tre giorni tenuta dal 2017 presso il Walter E. Washington Convention Center di Washington. Dal 1999 al 2016 invece era organizzato al Baltimore Convention Center, nel distretto Inner Harbor di Baltimora. Si concentra maggiormente sulla cultura popolare dell'Asia orientale (soprattutto sugli anime, sui manga, sulla musica e sul cinema) e del suo fandom. Il nome è un portmanteau derivato da "convention" e la parola giapponese otaku.

## Otakorp
L'Otakon è gestito dall'organizzazione senza scopo di lucro Otakorp, Inc., avente la sede principale in Pennsylvania, il cui scopo principale "è promuovere l'apprezzamento della cultura asiatica, principalmente attraverso i suoi media e intrattenimento" negli Stati Uniti d'America.